# Памятник Афанасию Никитину (Тверь)
Памятник Афанасию Никитину — один из известнейших памятников Твери (на родине путешественника, первого европейца, проложившего торговый путь в Индию). Расположен на Набережной Афанасия Никитина (Заволжский район) на левом берегу Волги. 
Памятник представляет собой четырёхметровую бронзовую статую на гранитном постаменте, установленную на круглой чугунной площадке в виде ладьи с головой коня. Памятник был создан скульпторами С. М. Орловым и А. П. Заваловым по проекту архитектора Г. А. Захарова и открыт в июне 1955 года, на церемонии открытия присутствовал посол Индии в СССР К. П. Ш. Менон. За памятником расположена Церковь Воскресения Христова (Трёх Исповедников).

## Галерея
- Афанасий Никитин в ярких красках осени
- Памятник Афанасию Никитину на почтовой марке России